# Buturon
Buturon ist ein Wirkstoff zum Pflanzenschutz und eine chemische Verbindung aus der Gruppe der organischen Chlorverbindungen und Harnstoffderivate.
Buturon wurde 1962 auf den Markt gebracht. Heute wird der Wirkstoff als obsolet eingestuft.

## Eigenschaften
Buturon ist ein weißer, kristalliner Feststoff. Es ist geruchlos und nahezu unlöslich in Wasser. Das Molekül ist chiral und hat ein Stereozentrum. Das heißt, dass es zwei verschiedene Stereoisomere (Enantiomere) gibt. Das technische Produkt ist ein Racemat.

## Verwendung
Buturon wurde als Pflanzenschutzmittelwirkstoff (selektives Herbizid) verwendet. Es wurde zur Bekämpfung von Ungräsern (zum Beispiel Rispengräser und Fuchsschwanzgräser) sowie Unkräuter wie Wolfsmilch im Getreideanbau verwendet. Handelsnamen waren Eptapur, Arisan und Basfitox.
Als Vertreter der Phenylharnstoff-Herbizide wirkt Buturon als Hemmer des Photosystem II im Pflanzenstoffwechsel.

## Zulassung
Buturon war als Wirkstoff in Pflanzenschutzmitteln in der Bundesrepublik Deutschland von 1971 bis 1980 zugelassen. In der Europäischen Union und in der Schweiz ist Buturon nicht als Pflanzenschutzwirkstoff zugelassen.